# Quartier Mazarin
Das Quartier Mazarin ist ein Stadtviertel mit 2439 Einwohnern (Stand 2008) in der französischen Gemeinde Aix-en-Provence. Es gehört zum Grand quartier Centre-ville.

## Lage
Das Viertel befindet sich im südlichen Teil der Innenstadt und wird von den Straßen Cours Mirabeau und Rue de l’Opéra im Norden, dem Place du Général du Gaulle im Nordwesten, der Avenue Victor Hugo im Westen, dem Boulevard du Roi René im Süden und dem Boulevard Carnot im Osten eingegrenzt. Die größte Ost-West-Ausdehnung beträgt 800 m. Die größte Entfernung von Nord nach Süd liegt bei ungefähr 320 m. Nachbarviertel sind die ebenfalls zu Centre-ville zählenden Viertel Villeneuve und Hypercentre im Norden, sowie Tanneurs im Nordwesten. Couronne Ouest partie sud im Westen, Couronne Sud im Süden und Couronne Est im Osten gehören zum Grand quartier Couronne Urbaine, das die Innenstadt umgibt.

## Geschichte
Das Viertel entstand zwischen 1646 und 1653 im Zuge der Stadterweiterung südlich des Cours Mirabeau. Es wurde von Jean Lombard entworfen und geht auf eine Initiative von Michel Mazarin zurück, der zur damaligen Zeit der Erzbischof von Aix war. Als typisches Merkmal der Stadtplanung des 17. Jahrhunderts sind die geraden Straßen ausschließlich parallel und rechtwinklig zueinander angelegt worden.

## Kultur und Sehenswürdigkeiten

### Place des Quatre Dauphins

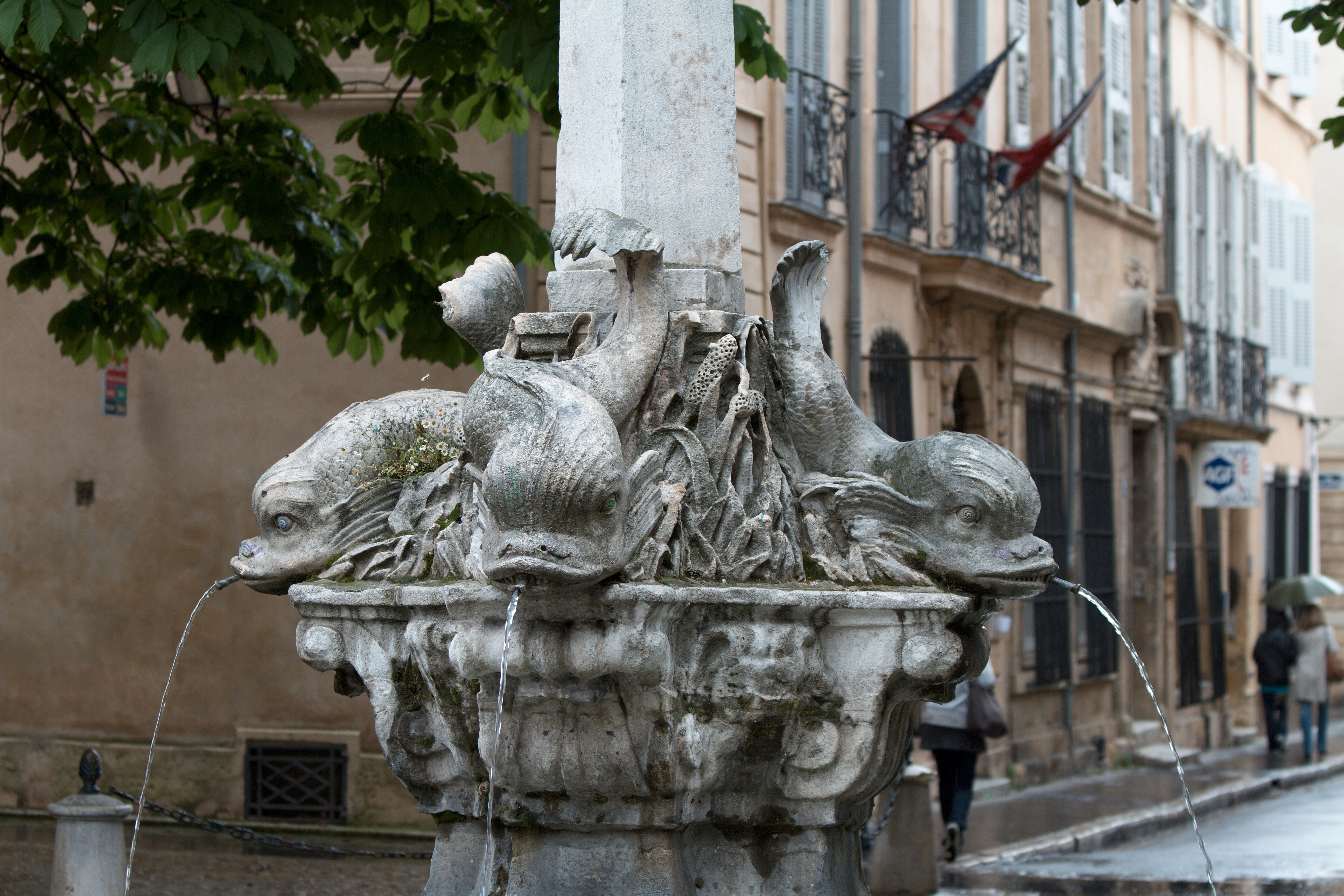
Brunnen der vier Delfine.

Der Place des Quatre Dauphins ist ein kleiner quadratischer Platz, der das Zentrum des Quartier Mazarin bildet. Er war von Anfang an in der Erbauung des Viertels mit eingeplant und befindet sich genau an der Schnittstelle der beiden Achsen Rue Cardinale und Rue du 4 Septembre. In der Mitte sprudelt ein kleiner kreisrunder Barockbrunnen mit vier Delfinskulpturen, der sogenannte Fontaine des Quatre-Dauphins. Der Brunnen wurde 1667 von Jean-Claude Rambot errichtet und gab dem Platz seinen Namen. Die Delfine sind das Wappenzeichen der Landschaft Dauphiné, die sich nördlich an die Provence anschließt. Zugleich trug der jeweilige Thronerbe des Königs von Frankreich den Titel Dauphin.
Um den Platz herum stehen elegante Patrizierhäuser aus dem 18. Jahrhundert.

### Stadthäuser

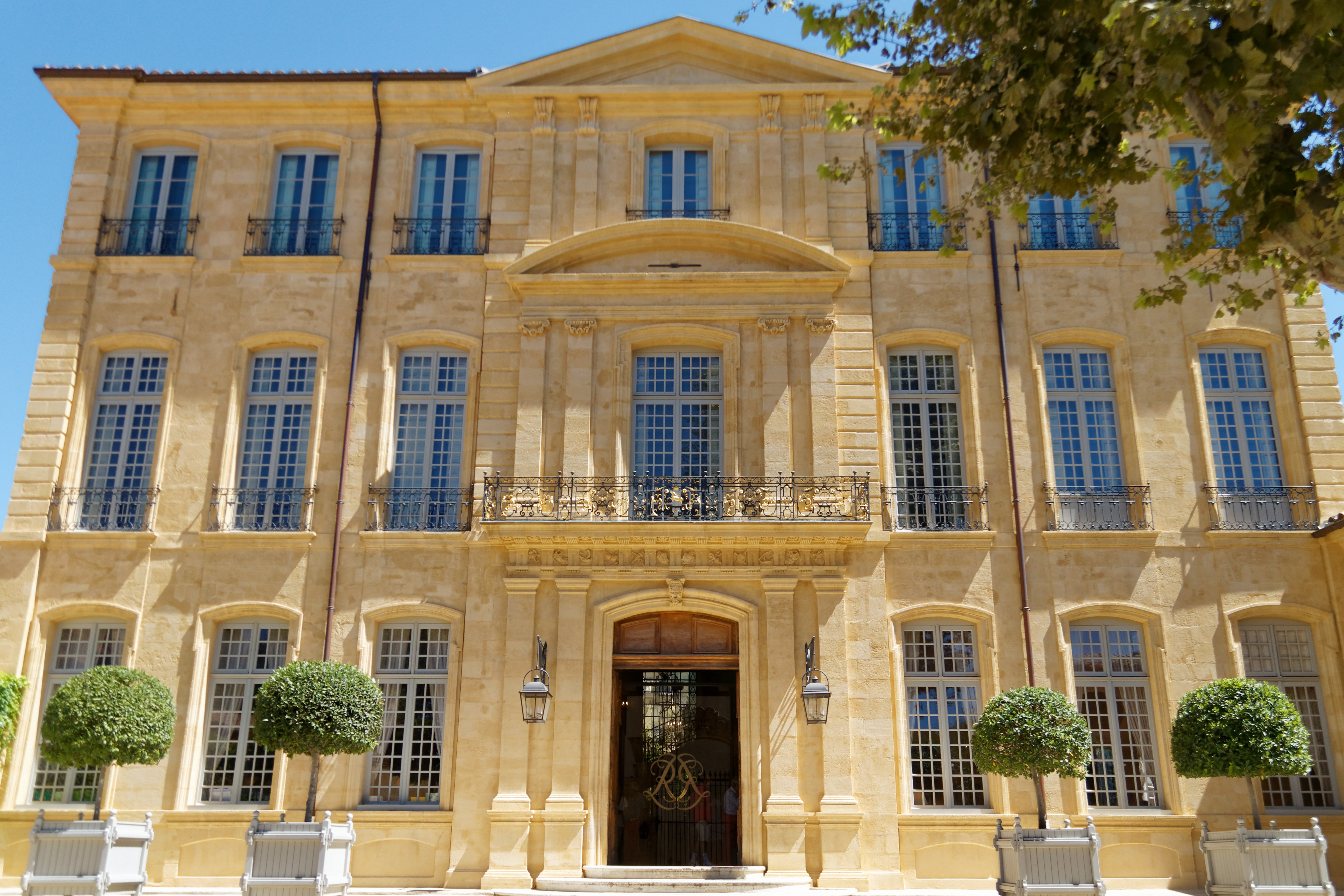
Hôtel de Caumont

- Das Hôtel de Caumont in der Rue Joseph Cabassol 3 entstand in den Jahren 1715–1742 und ist einer der schönsten und größten Paläste des Viertels.[1] Es besitzt einen großen Ehrenhof mit einer prächtigen Vorhalle, deren Decke von Atlanten gestützt werden. In dem Gebäude ist ein Konservatorium untergebracht, dass nach dem berühmten Aixer Komponisten Darius Milhaud (1892–1974) benannt ist.
- Das heutige Collège Auguste Mignet an der Rue Cardinale 41 ist das ehemalige Collège Royal-Bourbon, wo Paul Cézanne Freundschaft mit Émile Zola schloss und 1858 sein Abitur absolvierte.
- In der Rue de l’Opéra 28 im Nordosten des Viertels befindet sich das Geburtshaus von Paul Cézanne.

### Weitere Sehenswürdigkeiten

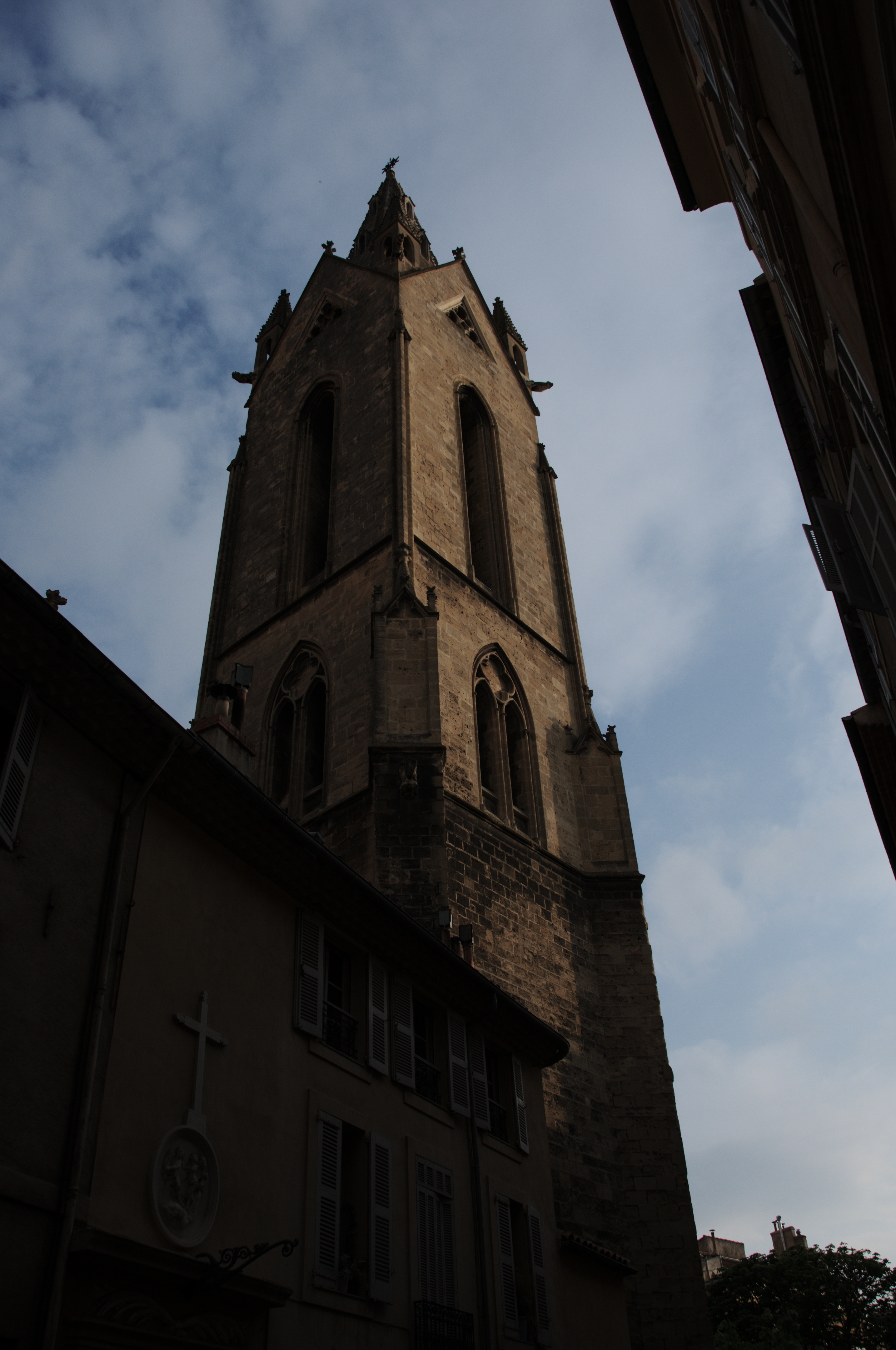
Kirche Saint-Jean-de-Malte.

- Kirche Saint-Jean-de-Malte (Rue Cardinale)
- Kunstmuseum Granet (Rue Cardinale)
- Musée Paul-Arbaud (Rue du 4 Septembre)
- Kino Cézanne (Rue Marcel Guillaume)
- Kino Mazarin (Rue Laroque)